# Nieuil-l'Espoir
 Nieuil-l'Espoir  es una población y comuna francesa, situada en la región de Poitou-Charentes, departamento de Vienne, en el distrito de Poitiers y cantón de La Villedieu-du-Clain.

## Demografía
| 615 | 662 | 920 | 1193 | 1554 | 1904 | 2718 |
| Para los censos de 1962 a 1999 la población legal corresponde a la población sin duplicidades (Fuente: INSEE [Consultar]) |     |     |      |      |      |      |